# Baden-Powell House
La Baden-Powell House (conosciuta anche come B-P House) è un ostello e un centro conferenze per gli scout in South Kensington a Londra (65-67 Queen's Gate SW7 5JS), che fu costruita come tributo a Robert Baden-Powell, il fondatore dello scautismo.
La casa, di proprietà dell'associazione scout inglese ospita una collezione di cimeli di Baden-Powell, come il ritratto originale di Baden-Powell dipinto da David Jagger, l'ultimo messaggio agli scout e una sua statua di granito di Don Potter.
La commissione edilizia di Londra, presieduta dal Lord sindaco della City di Londra dell'epoca, Sir Harold Gillett, acquistò il sito nel 1956 ed assegnò a Ralph Tubbs l'incarico di progettare la casa in stile architettonico moderno. La prima pietra fu posata nel 1959 dalla Capo Guida del mondo Olave Baden-Powell e l'edificio fu inaugurato nel 1961 dalla regina Elisabetta II. La maggior parte del costo di £ 400.000 è stato fornito dallo stesso Movimento Scout. Nel corso degli anni, la casa è stata ristrutturata più volte, in modo che ora offre un alloggio moderno e conveniente per gli scout, le guide, le loro famiglie e il pubblico in generale a Londra. L'edificio ospita anche spazi per conferenze ed eventi.